# Eubrianax niger
Eubrianax niger is een keversoort uit de familie keikevers (Psephenidae). De wetenschappelijke naam van de soort werd in 1990 gepubliceerd door Lee & Yang.